# Broelemannia asiaeminoris
Broelemannia asiaeminoris är en mångfotingart som beskrevs av Carl Graf Attems. Broelemannia asiaeminoris ingår i släktet Broelemannia och familjen Schizopetalidae. Inga underarter finns listade i Catalogue of Life.